# El Cuarto del Rescate

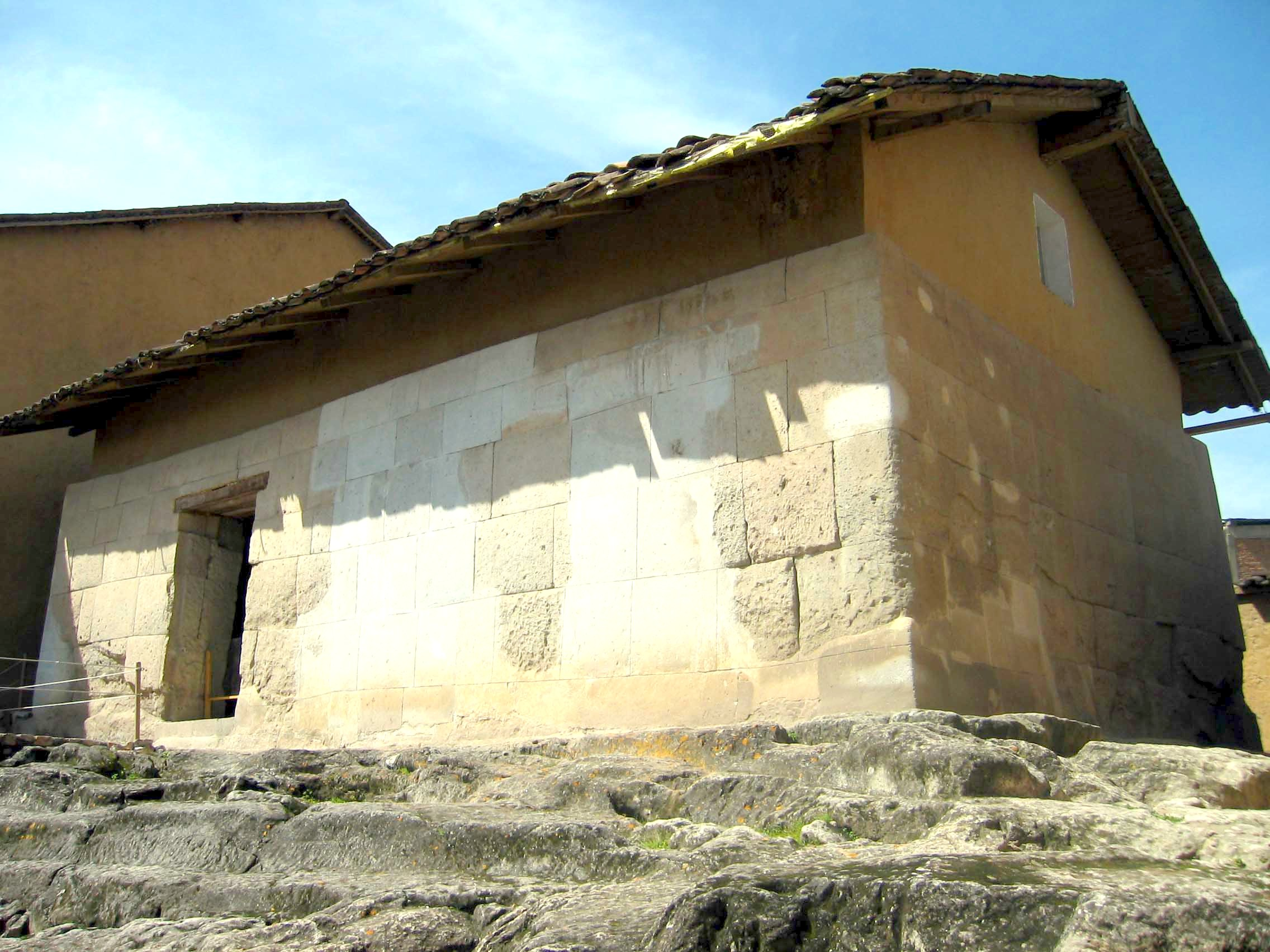
El Cuarto del Rescate à Cajamarca, Pérou

El Cuarto del Rescate (en français : La Salle de la Rançon) est un petit bâtiment de pierre (aujourd'hui reconstitué) situé à Cajamarca au  Pérou. Elle est considérée par la plupart des historiens péruviens comme le lieu ou s'est éteint l'empire Inca à la suite de la capture et de l'exécution de l'empereur Inca Atahualpa.  

## Histoire
Après la bataille de Cajamarca, Atahualpa est retenu prisonnier dans le bâtiment. Pizarro y entre, et le chef inca le supplie de le laisser partir. Il se lève, tend son  bras vers le haut et dit à Pizarro qu'en échange de sa liberté il remplirait d'or tout le bâtiment jusqu'à l'endroit indiqué par sa main. L'empereur ajouta que l'or ne serait pas fondu en barres afin qu'il tînt un moindre espace mais qu'il remplirait également deux fois d'argent la pièce voisine. Pizarro accepte l'offre. Or, un inca (mot signifiant « empereur », en langue Quechua) ne ment jamais ; Atahualpa fait donc remplir la salle d'or. Entre-temps, son demi-frère et opposant Huascar meurt noyé dans un torrent. Pizarro accuse les partisans de l'empereur d'en être les responsables et fait des reproches à Atahualpa : en effet, Huascar lui avait promis trois fois plus d'or que l'empereur et Pizarro venait de voir ses chances d'en obtenir davantage s'envoler.  
Au fur et à mesure que l'or remplissait sa cellule, Atahualpa comprit que ses chances de recouvrer sa liberté s'amenuisaient : certains hommes de Pizarro, désormais assez riches et puissants, considéraient l'empereur comme une menace. Des rumeurs annonçaient qu'une armée se préparait au sud de Cajamarca. Pizarro, qui rechignait à exécuter Atahualpa, temporisa et envoya sur place Hernando de Soto. Pressé par ses hommes et en particulier son associé Diego de Almagro, qui voyait dans l'exécution d'Atahualpa une façon de s'attirer les faveurs de Madrid au détriment de Pizarro, il se plia à la majorité : 13 voix réclamèrent la mort de l'empereur contre 11. Le père Vicente Valverde s'échina à convertir Atahualpa, en vain. Un bûcher fut dressé mais désirant préserver son enveloppe mortelle et assurer ainsi sa renaissance devant le Soleil, il se résolut à la conversion et fut baptisé, avant de finir étranglé par un garrot. 
Ce lieu a gardé de cet épisode le nom de « La salle de la rançon », en référence à l'or promis par Atahualpa à Pizarro.

## Le lieu aujourd'hui
Aujourd'hui encore on peut visiter ce lieu mythique à l'architecture typiquement quechua et péruvienne. C'est un endroit plutôt spacieux avec des piliers pour soutenir la toiture alors que les murs sont de pierre (le lieu a également été rénové). On peut toujours y voir une marque indiquant l'endroit où Atahualpa posa sa main pour indiquer à Pizarro la quantité d'or et de richesse qu'il promettait de lui remettre.

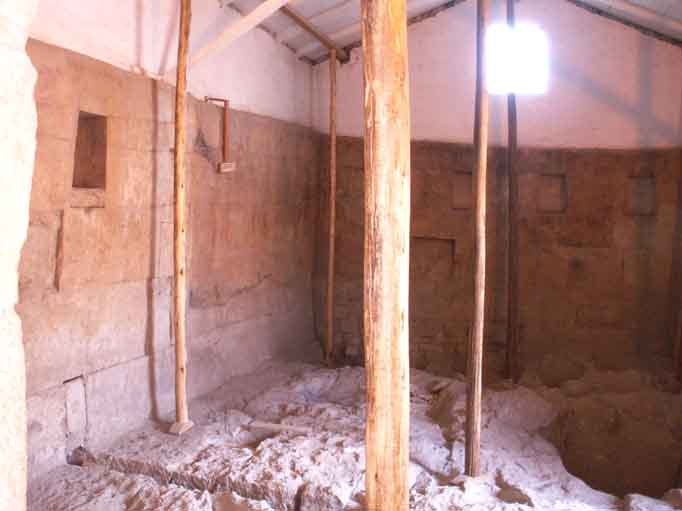
La chambre de la rançon
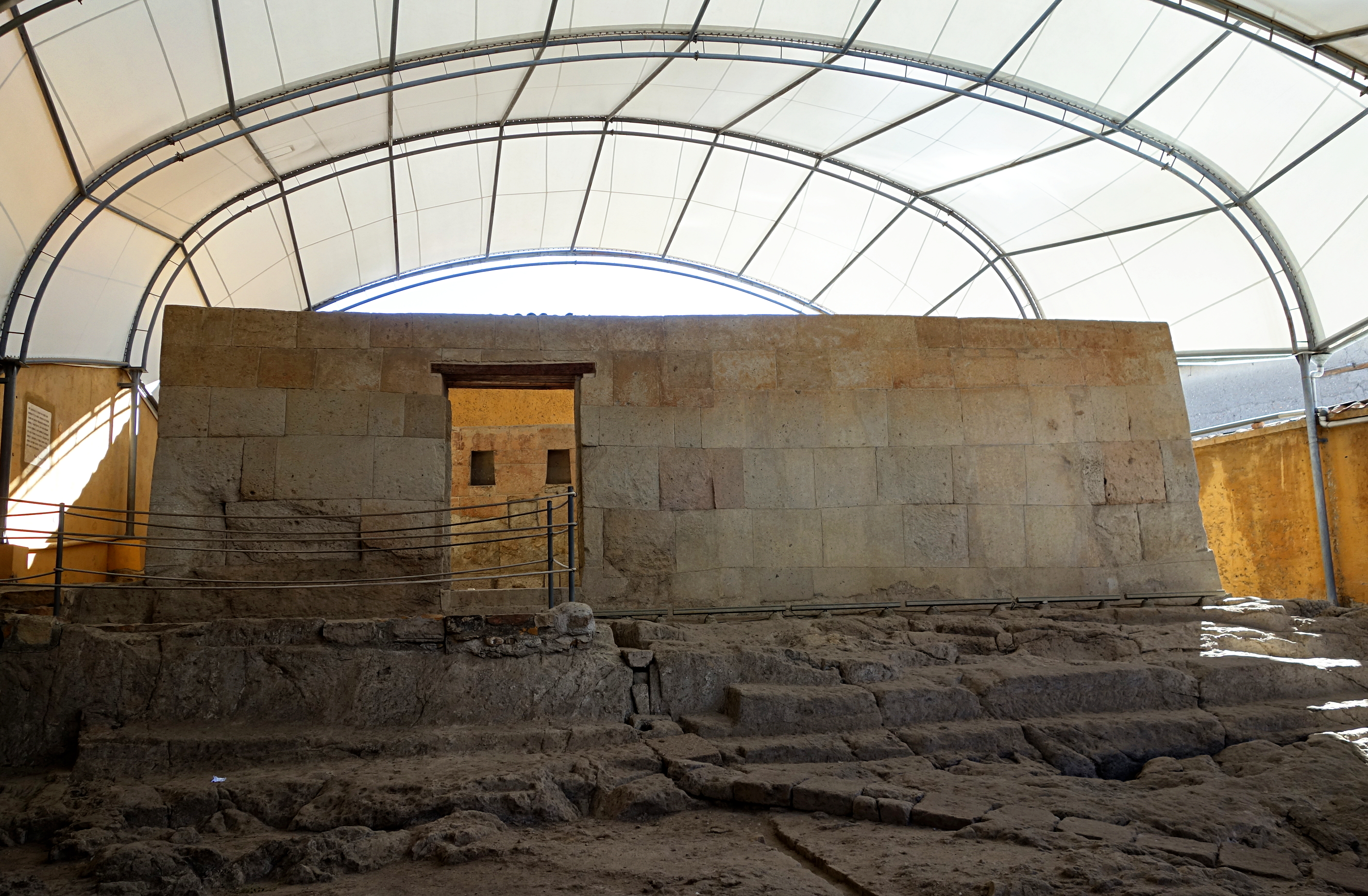
Le bâtiment dans son environnement actuel

## Sources
- Léandre Pierre-Joseph Bonnefond. (pour la partie Histoire et Le lieu aujourd'hui ).

- (en) Cet article est partiellement ou en totalité issu de l’article de Wikipédia en anglais intitulé « Ransom Room » (voir la liste des auteurs).